# تشريح عصبي

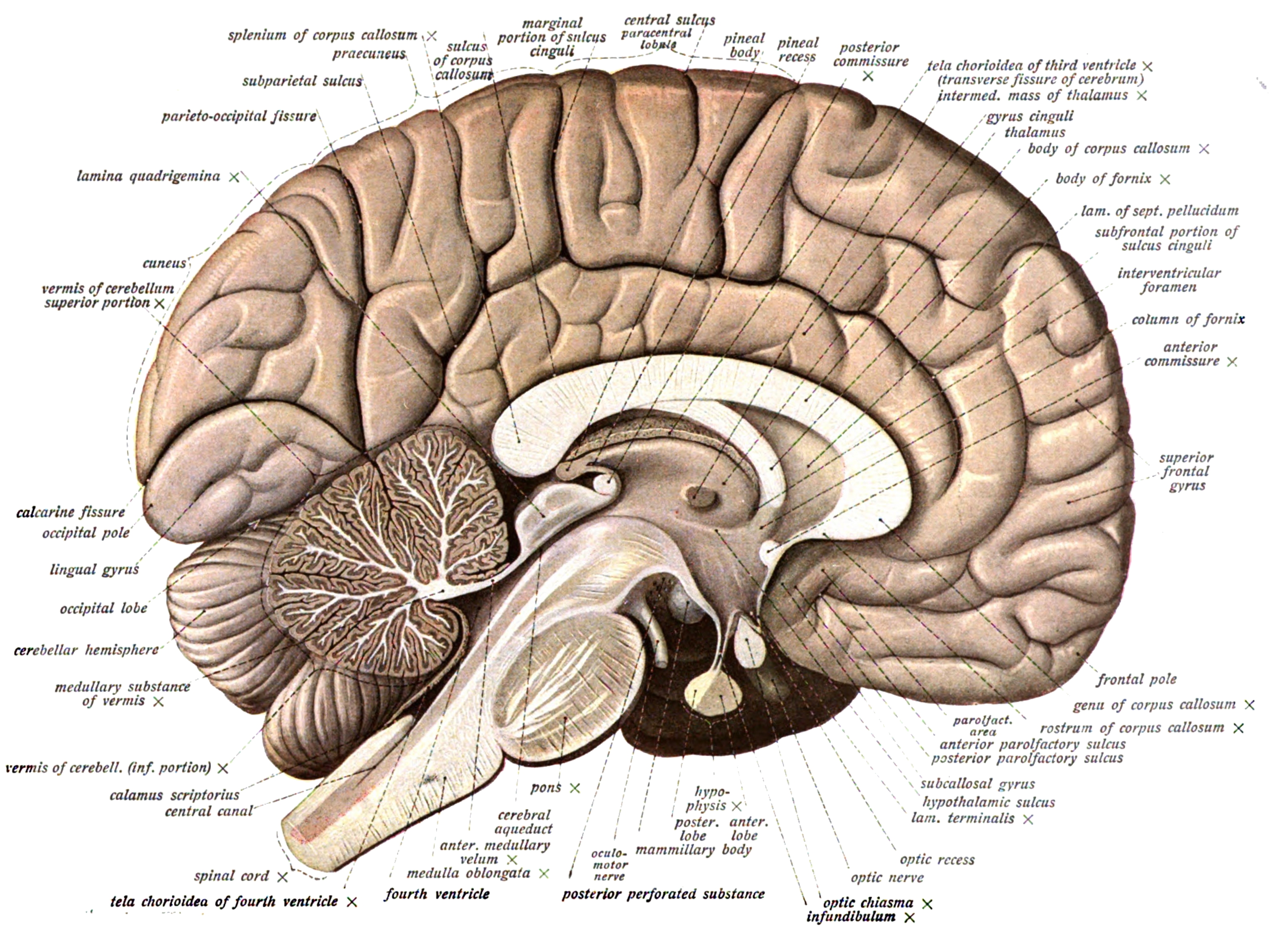
التشريح العصبي هو دراسة تشريح وتنظيم الجهاز العصبي. وتُظهر الصورة هنا مقطع عرضي يوضح التشريح العياني للدماغ البشري

التشريح العصبي هو دراسة بنية وتنظيم الجهاز العصبي، حيث أن الجهاز العصبي المحدد والمعروف والثانب لدى الحيوانات ذات التماثل الثنائي قد أمكن من فهم التشريح العصبي فيها بشكل أفضل، على العكس من الحيوانات ذات التماثل الشعاعي، التي يتكون جهازها العصبي من شبكة موزعة من الخلايا.
يُفصل الجهاز العصبي لدى الفقاريات في بنية داخلية تتكون من المخ والنخاع الشوكي (يشكلان معًا الجهاز العصبي المركزي) ومسارات الأعصاب التي تصل الجهاز العصبي بأجزاء الجسم المختلفة (وتُعرف الجهاز العصبي المحيطي). ويُعتبر التخطيط المنظم لأجزاء ومناطق الجهاز العصبي أمراً ضروريا في فهم طبيعة وكيفية عمل الجهاز العصبي. على سبيل المثال، كثيرا مما تعلّمه علماء الأعصاب جاء من ملاحظة كيف يُمكن للضرر أو «الآفات» التي تصيب مناطق معينة في الجهاز العصبي أن تؤثر على السلوك أو الوظائف العصبية الأخرى.

## التاريخ

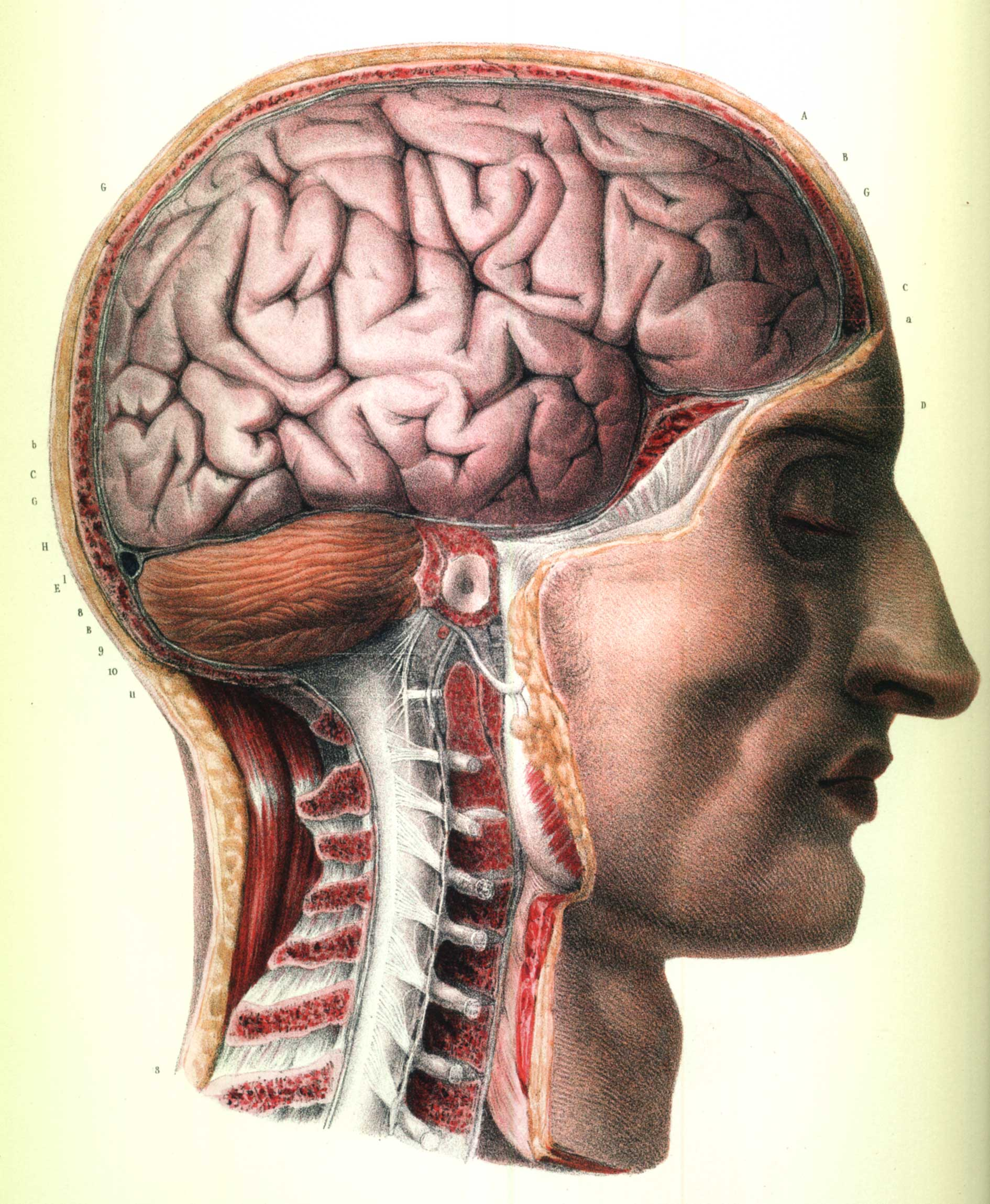
تشريح الدماغ، جذع الدماغ، والجزء العلوي من العمود الفقري.

تُعتبر البردية المصرية إدوين سميث أول وثيقة معروفة في دراسة تشريح الدماغ البشري. ويأتي بعدها التطور الذي جاء على يد ألكمايون الكروتوني، الذي أصر على أن الدماغ، وليس القلب، هو الذي يحكم الجسم، وأن الحواس تعتمد على الدماغ.
تلا ذلك قيام العديد من العلماء والفلاسفة والأطباء من جميع أنحاء العالم بالمساهمة في فهم التشريح العصبي، لا سيما: جالينوس وهيروفيلوس وأبو بكر الرازي وإيراسيستراتوس، وربما كان عالمي الإسكندرية هيروفيلوس وإيراسيستراتوس هم أكثر علماء الأعصاب اليونانيين نفوذاً مع دراساتهم التي تضمنت تشريح الأدمغة. توقف التقدم في علم التشريح العصبي لمئات السنين بعد ذلك، بالتزامن مع اعتبار التشريح من المحرمات الثقافية، إلا أن سيكستوس الرابع قام باستئناف تنشيط دراسة التشريح العصبي عن طريق تغيير السياسة البابوية والسماح بتشريح الإنسان. وقد أدى ذلك إلى ازدهار البحث في التشريح العصبي من قبل العلماء في عصر النهضة.
صاغ توماس ويليس، الطبيب والأستاذ في جامعة أكسفورد، مصطلح علم الأعصاب عام 1664 عندما نشر كتابه Cerebri anatome (تشريح الدماغ) والذي اعتبر أساس التشريح العصبي. ، وقد أنتجت السنوات اللاحقة بعد ذلك قدرا كبيرا من التوثيق والدراسة للأنظمة العصبية.

## التركيب
يتكون الجهاز العصبي على مستوى الخلوي من العصبونات والخلايا الدبقية المتعددة الأنواع، بجانب الأنسجة البينية. والعصبونات هي الخلايا المعالجة للمعلومات في الجهاز العصبي، فهي تستشعر البيئة المحيطة وتتواصل مع بعضها البعض عن طريق الإشارات العصبية المعتمدة على مواد كيميائية موجودة في التشابك العصبي تسمى الناقلات العصبية، فينتج عن ذلك الذكريات والأفكار والحركات. أما الخلايا الدبقية فهي التي تحافظ على الاستتباب، وتنتج الميالين، وتوفر الدعم والحماية للعصبونات، كما يمكن لبعض الخلايا الدبقية (الخلايا النجمية) أن تنشر موجات الكالسيوم بين الخلايا على مسافات طويلة كاستجابة للتحفيز، وإطلاق الناقلات الدبقية كاستجابة للتغيرات في تركيز الكالسيوم. كما توفر الأنسجة البينية الدعم على المستوى الجزيئي لخلايا الدماغ.
أما على المستوى العضوي فيتكون الجهاز العصبي من مناطق، مثل قرن آمون (الحصين) في الثدييات أو الجسم الفطري في ذبابة الفاكهة. وهذه المناطق غالبًا ما تكون معيارية، وتلعب دورًا معينًا ضمن المسارات العامة للجهاز العصبي. على سبيل المثال قرن آمون (الحصين) الذي يلعب دور حاسم في تكوين الذكريات. كما يحتوي الجهاز العصبي أيضًا على الأعصاب الطرفية التي تنشأ من الدماغ أو الحبل الشوكي، وتتفرع بشكل متكرر لتغذي أجزاء الجسم المختلفة، وتتكون الأعصاب الطرفية من حزم المحاور العصبية، بجانب مجموعة متنوعة من الأغشية التي تلتف حولها وتفصلها لحزم عصبية صفيرة..
ينقسم الجهاز العصبي في الفقاريات إلى الجهاز العصبي المركزي الذي يتكون من الدماغ والحبل الشوكي، والجهاز العصبي المحيطي الذي يتكون من الأعصاب الطرفية الخارجة من الجهاز العصبي المركزي وتربطه ببقية أجزاء الجسم.
ينقسم الجهاز العصبي المحيطي إلى قسم رئيسيين هما الجهاز العصبي الجسدي والجهاز العصبي الذاتي. ويتكون الجهاز العصبي الجسدي من العصبونات الواردة وهي التي تجلب المعلومات من الحواس إلى الجهاز العصبي المركزي، والعصبونات الصادرة وهي التي تحمل التعليمات الحركية من الجهاز العصبي المركزي إلى العضلات. فيما يتكون الجهاز العصبي الذاتي من جهاز عصبي ودي وجهاز عصبي لاودي، ويعملان معا لتنظيم وظائف الجسم الأساسية مثل نبض القلب، التنفس، الهضم، واللعاب، وبالمثل يحتوي الجهاز العصبي الذاتي على أعصاب واردة وصادرة.

### التوجه في التشريح العصبي

تصوير بالرنين المغناطيسي لمريض مصاب بضخامة الرأس العائلية الحميدة.

تُستخدم مجموعة من المصطلحات الطبوغرافية، في علم التشريح بشكل عام والتشريح العصبي بشكل خاص، للدلالة على توجه وموقع منطقة ما، وهذه المصطلحات تعمد على محاور الجسم أو الدماغ (انظر قائمة مصطلحات تشريح المواضع).

## الأدوات
ترتبط التطورات الحديثة في التشريح العصبي ارتباطًا مباشرًا بالتقنيات المستخدمة في إجراء البحوث العلمية. ولذلك فمن الضروري مناقشة الأدوات المختلفة المتاحة. ويمكن تطبيق العديد من التقنيات النسيجية المستخدمة في دراسة الأنسجة الحيوية على الجهاز العصبي أيضًا. ومع ذلك فهناك بعض التقنيات التي تم تطويرها خاصة لدراسة التشريح العصبي.

### صبغ الخلية
صبغ الخلايا في النظم البيولوجية هي تقنية تستخدم لتعزيز التباين (الفروق) لخصائص معينة في الصور المجهرية.
يستخدم الصبغ بطريقة نسل أصباغ الأنيلين الأساسية لصبغ عديد الريبوسومات العالية الحامضية والموجودة في الشبكة الإندوبلازمية الخشنة، والتي توجد بكثرة في الخلايا العصبية. وقد يسمح ذلك للباحثين بالتمييز بين أنواع الخلايا المختلفة (مثل العصبونات والخلايا الدبقية)، والأشكال والأحجام العصبية في مختلف مناطق الجهاز العصبي.
يستخدم الصبغ بطريقة جولجي الكلاسيكية ثنائي كرومات البوتاسيوم ونترات الفضة لملء انتقائي بكرومات الفضة التي ترسب بعض الخلايا العصبية (العصبونات أو الخلايا الدبقية، ولكن من حيث المبدأ يمكن لأي خلية أن تتفاعل بشكل مشابه). ويصبغ الإجراء الذي يطلق عليه عملية تشريب كرومات الفضة جسم الخلية والزوائد العصبية لبعض الخلايا بشكل كلي أو جزئي (الزوائد الشجرية، المحور العصبي) باللونين البني والأسود، مما يسمح للباحثين بتتبع مساراتهم وصولاً إلى أصغر فروعهم الطرفية في النسيج العصبي، وذلك بفضل الشفافية الناتجة بسبب عدم اصطباغ غالبية الخلايا المحيطة. وفي الوقت الحالي تم تكييف مادة جولجي مشبعة لتصور الكتروني مجهري للعناصر المحيطة غير المصطبغة، مما يضيف مزيدًا من الوضوح.

### الكيمياء النسيجية
تستخدم الكيمياء النسيجية المعرفة المسبقة بخصائص التفاعل الكيميائي الحيوي للمكونات الكيميائية في الدماغ (ومنها الإنزيمات بشكل خاص) لإجراء تفاعل انتقائي يهدف لتصوير مكان حدوثه في المخ ومعرفة أي تغييرات وظيفية أو مرضية. وينطبق ذلك بشكل كبير على الجزيئات المتعلقة بإنتاج الناقل العصبي والتمثيل الغذائي، كما ينطبق أيضًا على العديد من الاتجاهات الأخرى كالتشريح العصبي الكيميائي.

### العلامات المشفرة وراثيا
أتاح تمثيل كميات متغيرة من البروتينات الفلورية الحمراء والخضراء والزرقاء في مخ فئران الطفرات، فيما يُعرف باسم قوس قزح المخ، التصوير التوافقي للعديد من الألوان المختلفة في الخلايا العصبية. يميز هذا الخلايا العصبية بألوان فريدة كافية لتمييزها غالبًا عن جيرانها من خلال الفحص بالمجهر الفلوري، مما مكّن الباحثين من تحديد الروابط المحلية أو الترتيب المتبادل بين الخلايا العصبية.

### تصوير الدماغ الغير تدخلي
تم استخدام التصوير بالرنين المغناطيسي على نطاق واسع للتحقيق في بنية المخ ووظيفته بشكل غير تدخلي (جراحي) في الأشخاص الذين يتمتعون بصحة جيدة. وتُمثل صورة الانتشار بالرنين المغناطيسي أحد أهم الأمثلة، وتعتمد على الانتشار المقيد للماء عبر الأنسجة لإنتاج صور محورية. فالماء على وجه الخصوص يتحرك بسرعة أكبر على طول الاتجاه المحاذي للمحاور، مما يسمح بالاستدلال على بنيتها.

## أنواع الخلايا العصبية

### من حيث التشريح الخلوي
- عصبونات
  - عصبونات أحادية القطب: لها زائدة سيتوبلازمية وحيدة.
    - عصبونات أحادية القطب زائفة: وتحتوي علي زائدة وحيدة لكنها مشقوقة، فتوهم أنها ثنائية القطب.

  - عصبونات ثنائية القطب: وتحتوي على زائدتين سايتوبلازميتين، إحداهما تمثل المحور العصبي، والأخرى تمثل الزوائد الشجرية. مثل عصبون الشبكية ثنائي القطب
  - عصبونات متعددة الأقطاب: ويخرج من جسم الخلية زوائد ستيوبلازمية عديدة منها واحدة تمثل المحور العصبي، وأخرى تُمثل الزوائد الشجرية.
- الخلايا الدبقية

### من حيث الوظيفة
- عصبونات حسية: وهي المسؤلة عن استقبال ونقل المؤثرات من محيط الجسم للجهاز العصبي
- عصبونات حركية: وهي التي تنقل المعلومات من الجهاز العصبي إلى العضلات.
- عصبونات بينية